# Первый Мамыр
Первый Мамыр (каз. Бірінші Мамыр) — село в Чиилийском районе Кызылординской области Казахстана. Входит в состав Сулутюбинского сельского округа. Код КАТО — 435257200.

## Население
В 1999 году население села составляло 839 человек (435 мужчин и 404 женщины). По данным переписи 2009 года, в селе проживали 704 человека (351 мужчина и 353 женщины).